# 佐藤仙務
佐藤 仙務（さとう ひさむ、1991年6月28日 - ）は、日本の実業家・コラムニスト・タレント。重度の身体障害者でもある。
自らを「寝たきり社長」と称し、株式会社仙拓の社長業を務めながら、文筆業などをおこなっている。
講演・イベント出演をはじめ、社長業以外での芸能活動としてはモデル事務所「セントラルジャパン」に所属している。

## 経歴
1992年に脊髄性筋萎縮症の診断を受ける。2010年、愛知県立港養護学校商業科を卒業。当時、障害者の就職が困難であることに挫折を感じたという。ほぼ寝たきりという生活を送りながら、2011年に19歳でホームページや名刺の作成を請け負う合同会社「仙拓」（2013年に株式会社に改組）を、同じく重度の障害を持つ幼馴染とともに立ち上げた。「働く場所がないのであれば、自分たちで会社を作ろう」という理由で起業したという。株式会社仙拓では代表取締役社長である。
パソコンを介して、両手によるマウス操作と会話や表情により業務をおこなっている。障害区分は6（認定の最重度）。2020年2月時点で、動くのは目と口と親指1センチのみであるという。
経営する「仙拓」は、一般社団法人日本経営士会のビジネス・イノベーション・アワード2013において「会長特別賞」を受賞した。
2013年にネットで知り合った筋ジストロフィーの重度障害者を、2014年より「社員」として「仙拓」で雇用している。雇用者の数は2018年現在は8人となっている。
2015年、SBI大学院大学に入学（経営管理研究科 アントレプレナー専攻）。
2016年11月、地元である東海市から「ふるさと大使」の委嘱を受けた。
2019年現在は、SBI大学院大学を修了し、経営管理修士（専門職）を取得。
2019年3月、仕事を発注したい企業と労働を提供したい障がい者在宅ワーカーの間を取り持つマッチングサービスである障がい者版クラウドソーシングの「チャレンジドメイン」を開設する。同年12月には、クラウドソーシング最大手のランサーズ株式会社と業務提携したことが公表された。
また、執筆活動としては中日新聞・東京新聞・中日北陸新聞にて「寝たきり社長の上を向いて」、朝日新聞デジタルでは「寝たきり社長の突破力」をコラム連載している。
YouTubeチャンネル「ひさむちゃん寝る」では、動画配信も手掛ける。
2022年4月現在、CBCテレビの夕方情報番組「チャント！」にて毎週金曜放送「寝たきり社長のただいま挑戦中！」のMCも務める。

## 著書・関連書籍
※著者名や共著者のないものは単著。
- 『働く、ということ ―十九歳で社長になった重度障がい者の物語―』彩図社、2012年（ISBN 978-4-88392-893-4）
- 『寝たきりだけど社長やってます ―十九歳で社長になった重度障がい者の物語―』彩図社、2014年（ISBN 978-4801300033）
- 『2人の障がい者社長が語る絶望への処方箋』左右社、2017年（恩田聖敬との共著、ISBN 978-4865281835）
- 塩田芳享『寝たきり社長 佐藤仙務の挑戦』致知出版社、2018年（ISBN 978-4800911766）